# Torre Cap Roig (Oriola)
La Torre Cap Roig és un edifici històric de la ciutat d'Oriola, al País Valencià. Data del segle xvi i té la categoria de Bé d'Interés Cultural amb el codi 03.34.099-014.
Es tracta d'un torre de guaita ubicada al sud del cap Roig que li dona nom, a sobre d'un turó a 20 metres sobre el nivell del mar, al costat de la línia de costa. Per les seues característiques, es considera que es va construir al segle xvi.
És un edifici de planta cilíndrica amb un diàmetre d'11-12 metres, i 18 metres d'altura. L'exterior és lleugerament inclinat tot formant talús de tres metres des de la base. Està feta amb mamposteria, amb coberta de morter de ciment i pintada de blanc. El remat és una línia contínua, poc significativa. Té l'entrada a tres metres: un xicotet espai disposat en la generatriu més interior respecte la línia de costa.
Amb la restauració s'hi va emblanquinar la superfície, una alteració respecte la tipologia d'aquesta mena de torres.

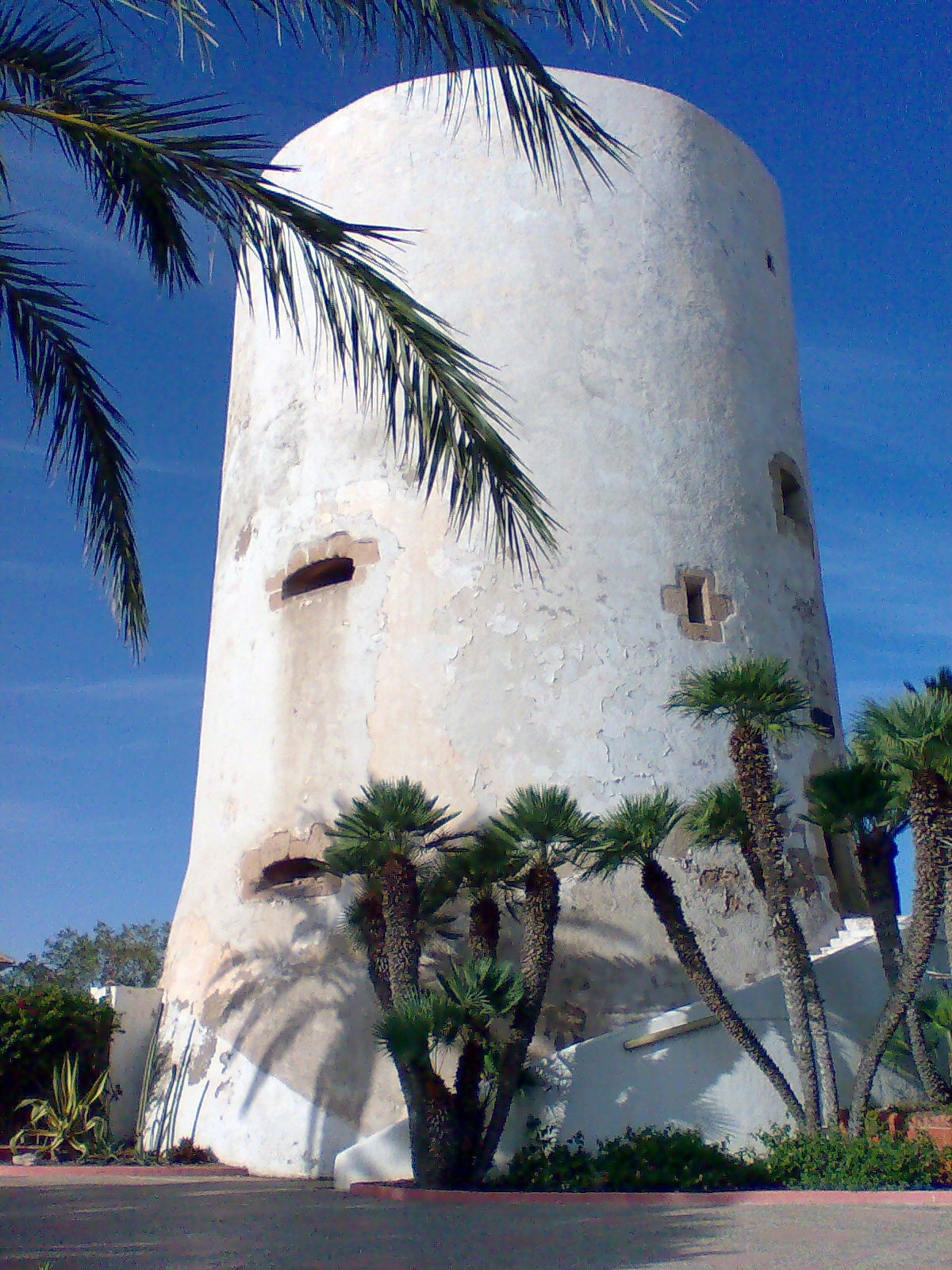
Torre de Cap Roig, l'altra cara.
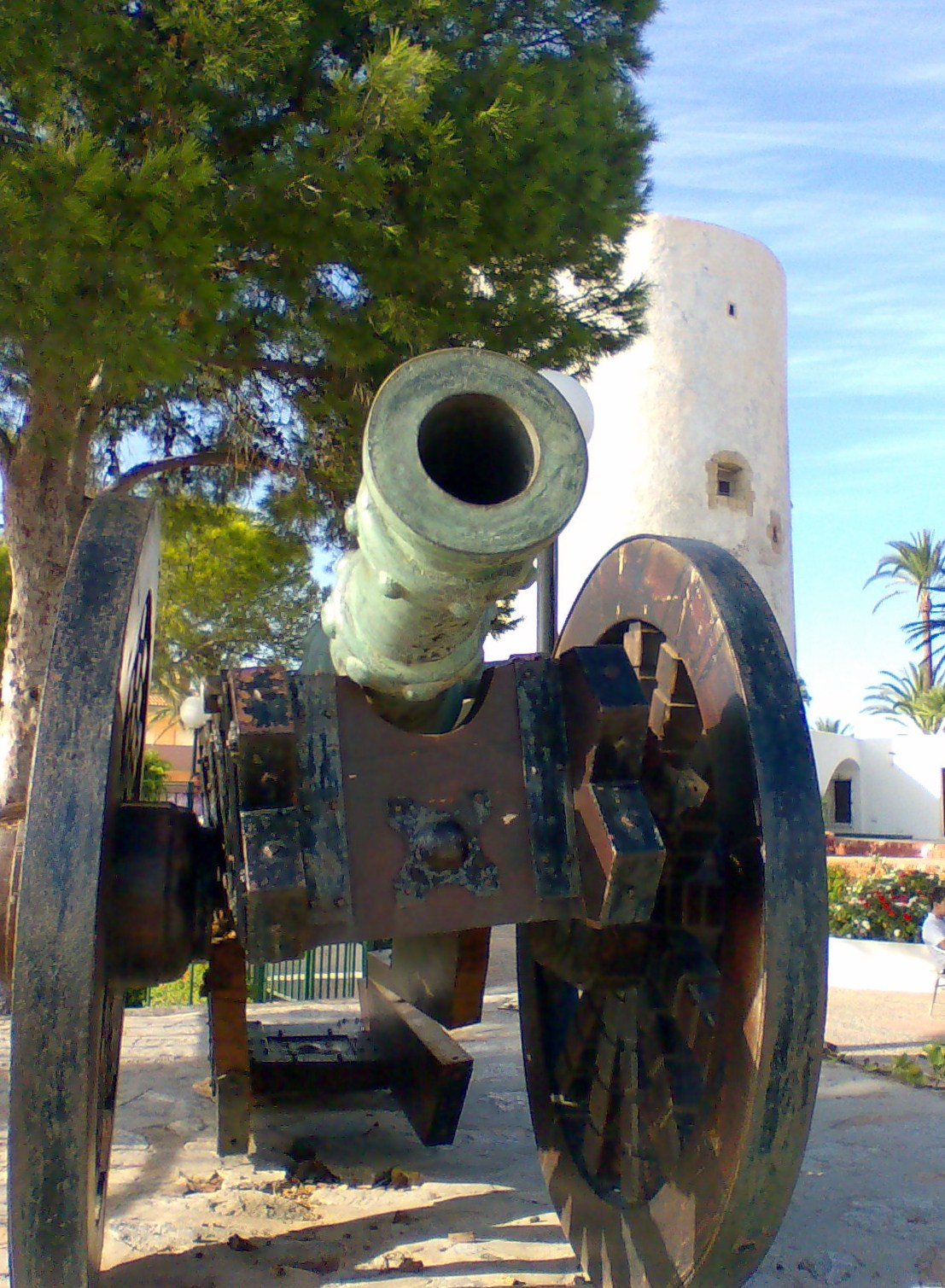
Canó davant la torre.